# Yalwa
Yalwa é uma empresa mundial disponível em 50 países e 4 línguas.

## História
A empresa está operada pela companhia alemã, com sede em Wiesbaden, Alemanha. Foi lançado em junho de 2007 nos países angloparlantes. Foi lançado em 16 países, em espanhol, alemão, holandês e francês. Em 2014, expandiu-se em 50 países de todo o mundo.
O CEO e fundador da companhia, anteriormente fundado e operado por Opusforum.org, um site de anúncios classificados para o mercado germanoparlante. Foi comprado por eBay em 2005, em fusão com Kijiji.